# Big Finish Productions
Big Finish Productions es una compañía británica que produce libros y audiodramáticos (publicados directamente en CD o en descarga en mp3) basados principalmente en franquicias de culto británicas. Son especialmente conocidos por su línea de Doctor Who, aunque otras propiedades incluyen a los personajes Judge Dredd y Strontium Dog de 2000 AD, Dark Shadows, Sapphire & Steel, Stargate, Blake's 7 y el personaje de Sherlock Holmes de Sir Arthur Conan Doyle.
El director de la compañía es Jason Haigh-Ellery. El nombre "Big Finish", viene del título de un episodio de Press Gang (por casualidad, una serie de televisión cocreada por Steven Moffat, que más tarde sería productor ejecutivo y director de guionistas de la serie de televisión Doctor Who).

## Historia y organización
Muchos de los fundadores de Big Finish habían trabajado en la serie Audio Visuals, una serie de audiodramáticos de Doctor Who sin licencia hechos por fanes.
Big Finish comenzó con una serie de obras de audio adaptadas de la serie de novelas New Adventures, una serie de novelas de Virgin Books que había comenzado como historias licenciadas originales de Doctor WHo, pero que después se habían independizado del programa y estaban basadas alrededor del personaje de Bernice "Benny" Summerfield. Big Finish después obtuvo una licencia (no exclusiva) para producir obras oficiales de Doctor Who, comenzando con la historia multi-Doctor The Sirens of Time. Desde entonces, Doctor Who y sus spin-offs han sido la piedra angular de la compañía, aunque se han ido diversificando con el tiempo.
El primer coqueteo de la compañía con los libros también llegó a través de Benny y una serie de libros de bolsillos. Esa serie después se abandonó, pero la compañía más tarde obtuvo una licencia no exclusiva para realizar colecciones de relatos cortos de Doctor Who en tapa dura. Después volvieron a los libros de Benny y otros spin-offs de Doctor Who, pero manteniendo el formato de tapa dura.
Hasta julio de 2006, Gary Russell fue el productor de los audios de Doctor Who. Cuando Russell dejó la compañía, Haigh-Ellery y Nicholas Briggs se convirtieron los dos juntos en productores ejecutivos. Briggs ahora es el responsable creativo de la línea Doctor Who de Big Finish, junto con el editor de guiones Alan Barnes. A finales de 2007, David Richardson sucedió a Sharon Gosling y ahora tiene el cargo de productor, organizando la agenda de trabajo de la compañía, así como la responsabilidad creativa de The Companion Chronicles, Doctor Who: Las historias perdidas y Jago and Litefoot (2010).
El 11 de junio de 2011, Tenth Planet Events organizaron el primer Día de Big Finish en Barking con invitados como Colin Baker, Sophie Aldred y Sarah Sutton. El 11 de febrero de 2012 se hizo una segunda edición con invitados como Tom Baker, Louise Jameson, Katy Manning, Anneke Wills, Terry Molloy y Paul Darrow.

## Doctor Who
En los audiodramáticos de Doctor Who aparecen los cinco actores protagonistas supervivientes de la serie clásica (Tom Baker, Peter Davison, Colin Baker, Sylvester McCoy y Paul McGann), así como muchos de los actores regulares a lo largo de los muchos años de la serie. También se utilizó la voz de Jon Pertwee en la historia del 40 aniversario Zagreus. Su papel se sacó a partir de extractos de diálogo del vídeo hecho por fanes Devious, que se grabó antes de su muerte.
La licencia de Big Finish, renovada hasta el 31 de diciembre de 2015, sólo cubre la serie clásica. Así, Big Finish no puede utilizar ningún material ni hacer referencias a la serie moderna, lo que impide que Christopher Eccleston, David Tennant y Matt Smith aparezcan como el Noveno, Décimo y Undécimo Doctor respectivamente. El grado de la restricción no está del todo claro, ya que el personaje del Noveno Doctor hace una aparición sin diálogo "fuera de pantalla" que afecta el argumento de The Kingmaker (2006).
La creación de la serie moderna también tuvo un impacto en la disponibilidad de algunos personajes. Por ejemplo, Big Finish dejó de poder usar el personaje de Davros cuando regresó a la serie moderna en 2008, aunque esa restricción posteriormente se levantó y Davros regresó a Big Finish en The Curse of Davros, publicada en enero de 2012. Antes de que el personaje regresara a la serie televisiva, ya había aparecido en varias obras, interpretado por Terry Molloy. En un pódcast de 2008, Nicholas Briggs explicó que todos los guiones se enviaban a las oficinas de la serie de televisión en Cardiff para evitar cualquier conflicto potencial con la continuidad. Briggs también dijo que estaba prohibido hacer historias sobre la Guerra del Tiempo (una pieza argumental fundamental que divide la serie clásica y la moderna), lo que él cree que no tiene sentido ya que piensa que el concepto de una "Guerra del Tiempo" sería imposible de desarrollar. Una razón para la restricción es que, desde 2008, BBC Audiobooks está produciendo su propia línea exclusiva de audiodramáticos con el Cuarto, Décimo y Undécimo Doctores, Sarah Jane Smith, y Torchwood, incluyendo dramáticos con el reparto completo de esta última serie. A pesar de que BBC Audio están produciendo también una serie de aventuras del Cuarto Doctor, esto no ha afectado a la disponibilidad de Big Finish para usar este personaje. Por el contrario, el regreso de Sarah Jane Smith a la serie moderna y su spin-off The Sarah Jane Adventures resultó en que el personaje dejó de estar disponible para Big Finish (obligando a la cancelación de una serie ya dedicada a Sarah Jane). Según Briggs, Russell T Davies había dado el consentimiento para usar el personaje, lo que habría permitido a la actriz Elisabeth Sladen regresar a Big Finish para una serie de historias junto a Tom Baker, pero la enfermedad y muerte Sladen en abril de 2011 acabaron con esos planes.
El regreso de Doctor Who en 2005 no tuvo un impacto inmediato en los audiodramáticos, aparte de acabar con la agrupación de las aventuras del Octavo Doctor por temporadas y hacer que las siguientes publicaciones protagonizadas por Paul McGann se unieran a la serie regular de los Doctores clásicos. McGann, que había aparecido como el Doctor en Doctor Who: La película en 1996, y nunca tuvo una serie completa propia en televisión, concluyó su cuarta y última temporada individual con The Next Life en 2004, y desde entonces ha ido apareciendo en publicaciones individuales hasta la actualidad. Seis de las primeras obras del Octavo Doctor se emitieron en el programa The 7th Dimension de BBC 7 entre agosto de 2005 y enero de 2006.
La relación de las producciones de Big Finish en la continuidad televisiva no está clara. A diferencia de, por ejemplo, Paramount Pictures, que tiene una regla de que sólo las producciones de acción real televisada o filmada de Star Trek son canónicas, la BBC siempre se ha resistido a hacer un anuncio similar con Doctor Who, aparte de que la BBC prohíbe la situación en que los telespectadores se vean obligados a comprar merchandising para seguir la historia. Las producciones de audio de Big Finish (como la de cualquier otra publicación impresa similar) se ha mantenido en una especie de "zona gris" en términos de canonicidad, aunque en el mini-episodio de 2013 de la serie televisiva titulado La noche del Doctor, protagonizado por Paul McGann como el Octavo Doctor, este mencionó a antiguos acompañantes que sólo existían en las aventuras de Big Finish.
Big Finish también ha producido una serie de obras cortas de un solo episodio publicadas en exclusiva por Doctor Who Magazine. Muchas de esas publicaciones también han incluido extras como grabaciones y anticipos de la serie habitual, incluyendo en ocasiones episodios completos sueltos de la misma.

### Personajes, actores y villanos
Junto a los Doctores de la serie clásica, han regresado muchos de sus acompañantes. Esto include a Tegan Jovanka (Janet Fielding), Nyssa (Sarah Sutton), Turlough (Mark Strickson), Peri (Nicola Bryant), Mel (Bonnie Langford), y Ace (Sophie Aldred). Todos los actores supervivientes de la serie clásica intérpretes de acompañantes han aparecido en Big Finish con la excepción de Matthew Waterhouse, que interpretó a Adric, y que debutará con Big Finish en una temporada del Quinto Doctor en 2014. Sin embargo, Daphne Ashbrook, que interpretó a la acompañante del Octavo Doctor Grace Holloway ha aparecido haciendo un personaje diferente.
Los audiodramáticos también han incluido acompañantes exclusivos. Esto incluye a la doctora Evelyn Smythe (interpretada por Maggie Stables), Erimem (Caroline Morris), Charley Pollard (India Fisher), Lucy Millar (Sheridan Smith), C'rizz (Conrad Westmaas), "Hex" (Philip Olivier) y Flip Jackson (Lisa Greenwood). El personaje de la profesora Bernice Summerfield, de las novelas, también apareció, y protagonizó su propia línea de obras, escritas por una variedad de autores, incluyendo a su creador Paul Cornell. Frobisher, un alienígena cambiante de forma que prefiere la apariencia de un pingüino y que fue creado a mediados de los ochenta para una tira cómica de Doctor Who Magazine, ha aparecido en dos historias, interpretado por Robert Jezek. En una ocasión aparecieron el personaje de Izzy Sinclair, del cómic, y Fitz Kreiner, de las novelas de la BBC, interpretados por Jemima Rooper y Matt Di Angelo respectivamente.
Otros spin-offs incluyen la serie Gallifrey (con Lalla Ward como Romana, Louise Jameson como Leela y John Leeson como K-9; la serie del Imperio Dalek; la de UNIT, la serie de Iris Wildthyme protagonizada por Katy Manning, la serie de Sarah Jane Smith y la serie I, Davros. Big Finish también ha producido una serie de Doctor Who basada en escenarios alternativos (por ejemplo, que pasaría si el Doctor nunca hubiera dejado Gallifrey o hubiera sido una mujer), titulada colectivamente Doctor Who Unbound. Esto permitió que aparecieran otros actores en el papel del Doctor como Sir Derek Jacobi, Arabella Weir y David Warner.
También se han ido presentando unos cuantos nuevos villanos, entre otros Nimord, el director de una base militar conocida como "la Forja". Hasta ahora, Nimrod y la Forja han aparecido en tres audios de Doctor Who, todos escritos por Cavan Scott y Mark Wright, que dieron pistas de la influencia de la Forja en audios posteriores.
También han aparecido antiguos adversarios del Doctor, como el Amo, los Cybermen, los Daleks y Davros (tanto juntos como por separado), Omega, Nimon, los Guerreros de Hielo, los Autones, Zarbi y los Silurians. Los Demonios Marinos y los Draconian también han aparecido en otras líneas. En 2011, hicieron su primera aparición los Sontarans.